# تقران منخرب
التقران المنخرب (بالإنجليزية: Porokeratosis أو parakeratosis)‏ هو اضطراب من نوع خاص يمتاز نسيجيا بوجود صفاحة قرنية، وهي عمود مكدس بشكل وثيق، وتمتد خلايا نظير التقرن خلال الطبقة المتقرنة مع وجود طبقة حبيبية رقيقة أو أنها غير موجودة.:532

## الأنواع
ينقسم التقران المنخرب إلى أنواع، منها:
- التقران المنخرب اللويحي
- التقران المنخرب السطحي المنتثر
- التقران المنخرب الراحي الأخمصي المنتثر
- التقران المنخرب الخطي
- تقرن جلد الراحة والأخمص المنتشر
- التقران المنخرب الأخمصي المنفصل